# Il pirata del diavolo
Il pirata del diavolo è un film del 1963 diretto da Roberto Mauri.